# Фаунтен-Сіті (Індіана)
Фаунтен-Сіті (англ. Fountain City) — місто (англ. town) в США, в окрузі Вейн штату Індіана. Населення — 714 особи (2020).

## Географія
Фаунтен-Сіті розташований за координатами 39°57′18″ пн. ш. 84°55′9″ зх. д. / 39.95500° пн. ш. 84.91917° зх. д. (39.954880, -84.919141).  За даними Бюро перепису населення США в 2010 році місто мало площу 0,68 км², уся площа — суходіл.

## Демографія
Згідно з переписом 2010 року, у місті мешкало 796 осіб у 311 домогосподарстві у складі 221 родини. Густота населення становила 1168 осіб/км².  Було 343 помешкання (503/км²).
Расовий склад населення:
| - 97,2 % — білих - 0,9 % — чорних або афроамериканців - 0,1 % — азіатів |

До двох чи більше рас належало 1,8 %. Частка іспаномовних становила 0,1 % від усіх жителів.
За віковим діапазоном населення розподілялося таким чином: 27,6 % — особи молодші 18 років, 57,8 % — особи у віці 18—64 років, 14,6 % — особи у віці 65 років та старші. Медіана віку мешканця становила 37,6 року. На 100 осіб жіночої статі у місті припадало 88,6 чоловіків;  на 100 жінок у віці від 18 років та старших — 85,8 чоловіків також старших 18 років.
Середній дохід на одне домашнє господарство  становив 49 618 доларів США (медіана — 38 611), а середній дохід на одну сім'ю — 54 003 долари (медіана — 44 167). За межею бідності перебувало 15,5 % осіб, у тому числі 20,0 % дітей у віці до 18 років та 3,2 % осіб у віці 65 років та старших.
Цивільне працевлаштоване населення становило 295 осіб. Основні галузі зайнятості: освіта, охорона здоров'я та соціальна допомога — 27,5 %, виробництво — 22,0 %, роздрібна торгівля — 13,2 %, мистецтво, розваги та відпочинок — 10,5 %.